# Красноголовый кольчатый попугай
Красноголовый кольчатый попугай (лат. Psittacula cyanocephala) — птица отряда попугаеобразных.

## Внешний вид
Длина тела 33—35 см, хвоста 20 см. Это очень красивый попугай. Оперение зелёного цвета с оливковым оттенком. Окраска шеи и головы вишнёвого цвета с голубоватым отливом, с красными полосками на крыльях и с узкими чёрными кольцами на шее. Окраска клюва соломенно-жёлтая. У самок нижняя часть тела желтовато-зелёная, голова тёмно-серая, клюв красный.

## Распространение
Обитает в Южном Китае, Индии, Пакистане, Непале, Бутане и на острове Шри-Ланка.

## Образ жизни
Населяют тропические леса. Держатся небольшими стаями или семейными группами. Кормятся на деревьях разными плодами и семенами, но иногда посещают и поля сельскохозяйственных культур, таких, как хлебные злаки, рис и кукуруза. На земле кормятся очень редко. Эти попугаи — отличные летуны.

## Размножение
Токующий самец быстро бегает по жердочке, издавая звуки, напоминающие пение дрозда, а остановившись, кивает головой, делая быстрые поклоны. Самка откладывает от 2 до 6 белых яиц и насиживает их 22—23 дня. Молодые покидают гнездо через 6 недель, но самец ещё некоторое время их подкармливает.

## Содержание
Относятся к наиболее популярным птицам для домашнего содержания. Они очень миролюбивы, обладают весёлым нравом, у них приятный голос в отличие от других крикливых ожереловых попугаев. Размножаются редко. Трудность заключается в подборе пары, так как молодые самцы по окраске не отличаются от самок.

## Фото

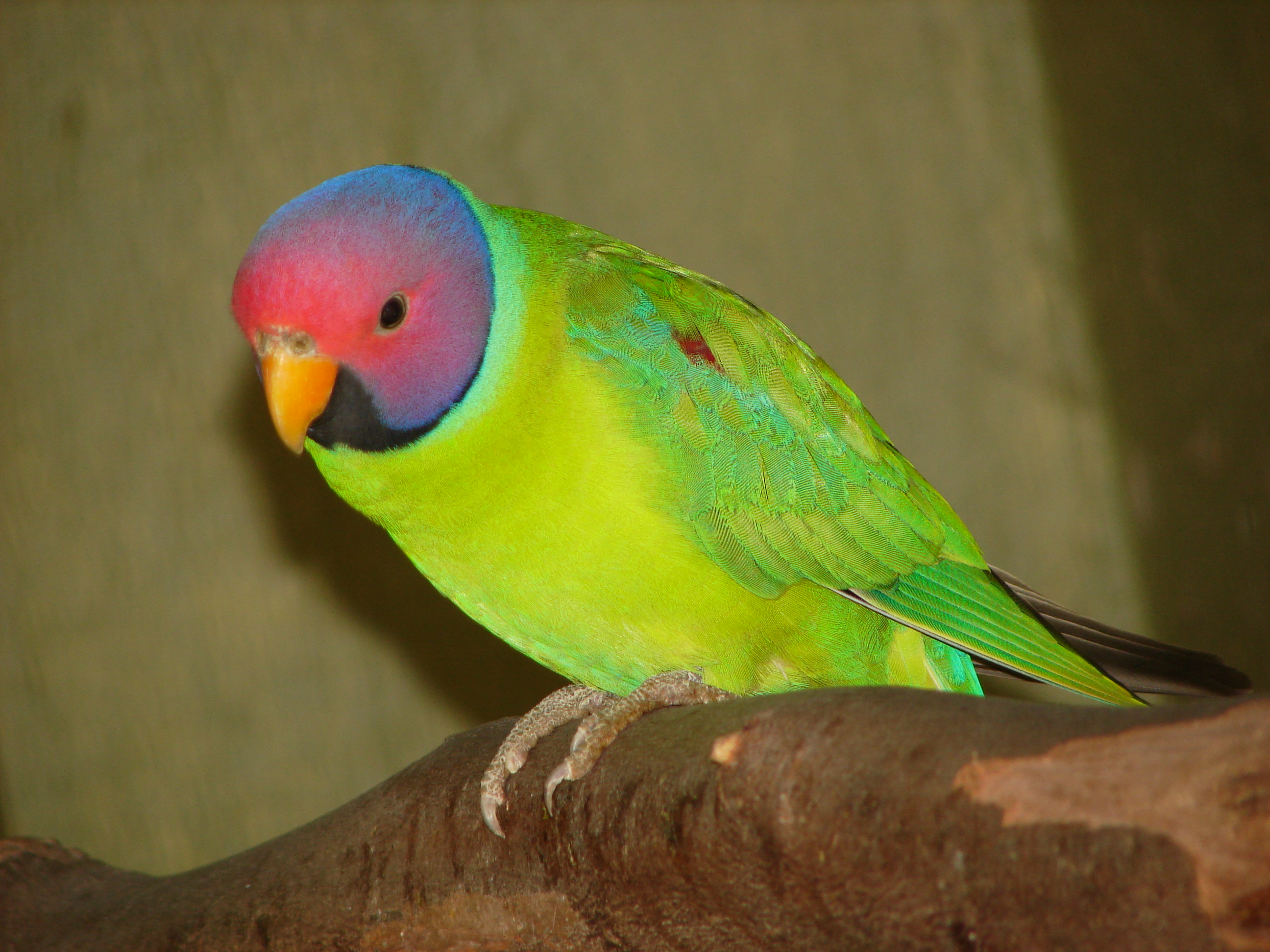
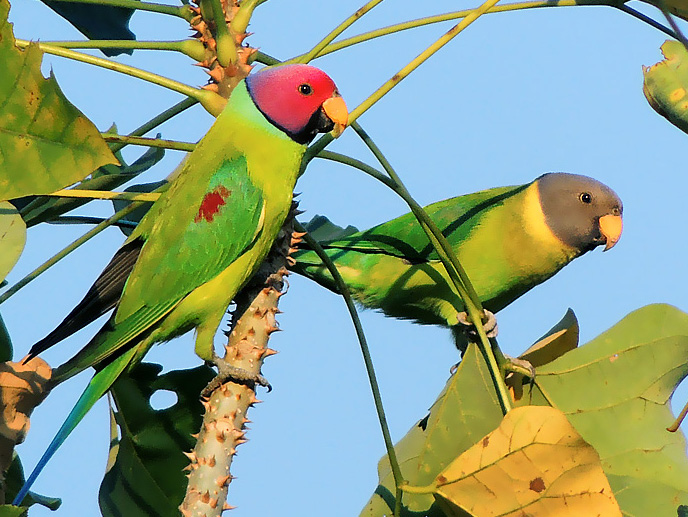
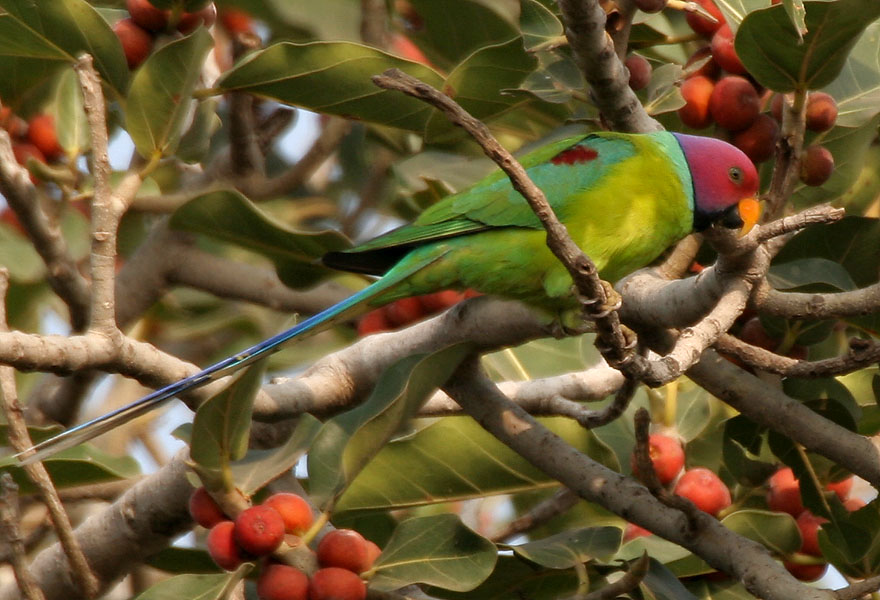
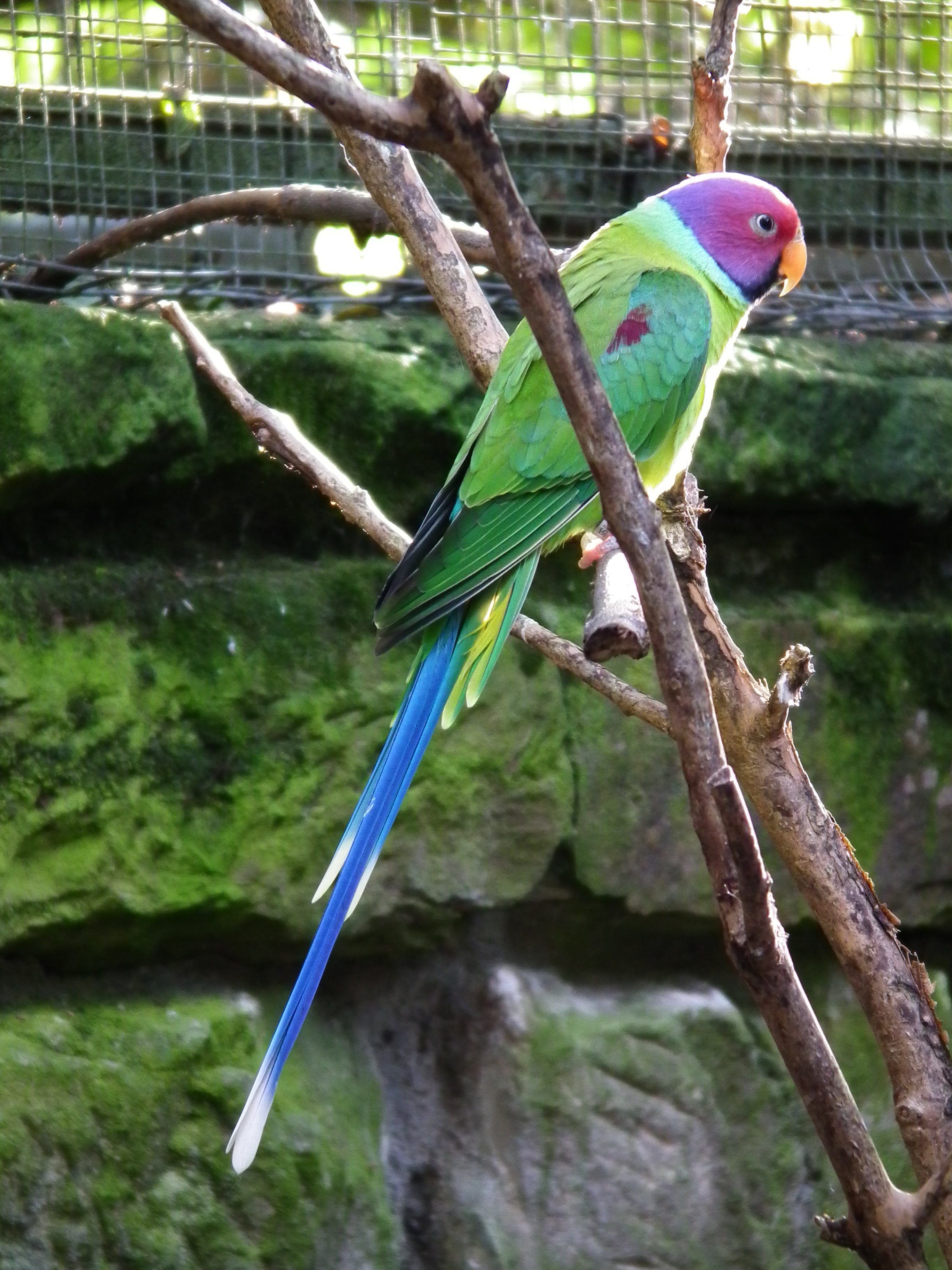
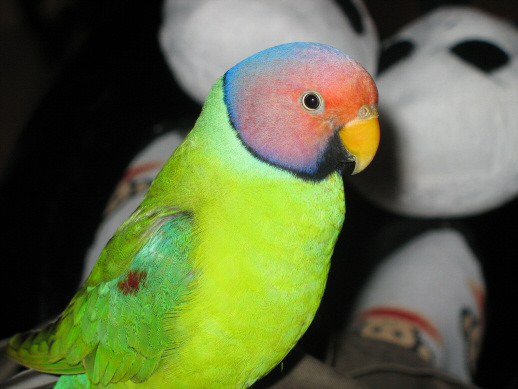